# تیم ملی هندبال مردان کره شمالی
تیم ملی هندبال کره شمالی (انگلیسی: North Korea national handball team) نماینده کشور کره شمالی در مسابقات بین‌المللی ورزش هندبال است.